# Jaime Rodríguez Suárez
Jaime Rodríguez Suárez (Bucaramanga, Santander, Colombia; 16 de diciembre de 1947) es un exfutbolista y entrenador del fútbol colombiano. 
Su hijo es el exfutbolista Jaime Leonardo Rodríguez, quien no tuvo mucha trascendencia, jugaba como arquero.

## Trayectoria como jugador

### Inicios
Jaime "El Flaco" Rodríguez nació en la ciudad de Bucaramanga, la capital del departamento de Santander, en el oriente de Colombia. Siendo un niño, se fue a vivir con su familia a la ciudad de Bogotá. Allí, empezó a jugar al fútbol en las calles de su barrio, y tras ser visto por un ojeador fue incluido en el equipo del Colegio Agustiniano, donde tuvo un buen rendimiento. Luego, fue seleccionado por el equipo de la ciudad de Bogotá, y después entró a las divisiones inferiores jugando para el Independiente Santa Fe. En las inferiores albirrojas, tuvo un buen rendimiento por lo que llegó rápidamente al equipo profesional.

### Independiente Santa Fe
Tras un tiempo en las divisiones inferiores, Jaime debutó como profesional con Santa Fe en 1970 en un partido contra la Selección de Uruguay. Ese mismo año, logró su primer título como profesional, tras la victoria de Santa Fe en la Copa Simón Bolívar. Poco a poco, fue jugando más, hasta afianzarse en la plantilla titular. En 1971, Santa Fe ganó su quinto título en el Fútbol Profesional Colombiano, teniendo al santandereano entre los titulares y como uno de los mejores jugadores del plantel. Al año siguiente jugaría la Copa Libertadores, siendo su primer torneo internacional. Su etapa en el cuadro cardenal, acabó en el año 1973, cuando luego de haber ganado un título de liga y otro internacional, jugar 149 partidos y anotar un gol; se va a jugar a Millonarios. 

### Millonarios
En 1974, se va a jugar a Millonarios, donde rápidamente se hizo un lugar en el once titular, y se volvió referente del equipo. En 1978, el conjunto embajador gana su undécimo título, teniendo a Jaime entre sus figuras. Así, entra en la historia, ya que se convierte en uno de los pocos jugadores en ganar un título con los 2 equipos grandes de la capital de Colombia. Su etapa en Millonarios, duraría hasta el año 1983, cuando después de haber ganado un título, ser referente y capitán por un tiempo; se retira del fútbol profesional.

### Selección Colombia
Gracias a sus buenas actuaciones tanto con Santa Fe como con Millonarios, Rodríguez fue convocado varias veces a jugar con la Selección Colombia, con la que jugó varios partidos entre amistosos y de eliminatorias al Mundial. 

## Carrera de técnico

### Inferiores
Tras retirarse del fútbol profesional, en 1984 Jaime Rodríguez se fue a Europa, a trabajar como asistente de un técnico yugoslavo. En el continente europeo, trabajó en las divisiones inferiores del Paris Saint-Germain de Francia, en una escuela en Florencia, Italia y el Estrella Roja de Belgrado de Serbia.  

### Cúcuta Deportivo
Tras un año en el fútbol europeo, regresó a Colombia, donde dirigió al Cúcuta Deportivo en el segundo semestre de 1985. 

### Selección Bogotá
Volvió a Bogotá, donde dirige a la selección. Allí, hizo una buena labor llegando a la final del torneo nacional contra la selección de Antioquia, siendo subcampeón.

### Deportes Tolima
Después de su buena labor en la Selección Bogotá, se va a dirigir al Deportes Tolima. En el equipo "Pijao", tuvo una buena campaña. 

### Deportivo Independiente Medellín
Gracias a los buenos partidos dirigidos en el Deportes Tolima, llegó al Deportivo Independiente Medellín. De su etapa en el Medellín, se recuerda mucho el buen juego del equipo. Su etapa en el "Poderoso de la montaña", duraría hasta el año 1992. 

### Deportes Quindío
Luego de su buena etapa en el Independiente Medellín, se fue a dirigir al Deportes Quindío, donde duró casi un año. 

### Millonarios
A finales del año 1999, Rodríguez vuelve a Bogotá y dirige a Millonarios. Allí, estuvo durante 26 partidos, ganando 8, empatando 12 y perdiendo 6.

### Regreso al Quindío, y vuelta a Medellín
Luego de entrenar a Millonarios, Jaime regresa a dirigir al Deportes Quindío, donde hace una buena campaña. De allí, va a trabajar nuevamente al Deportivo Independiente Medellín, donde trabajó como mánager, y fue técnico interino por un tiempo del año 2003.

### Academia Compensar de Bogotá
En junio del 2011, tras varios años sin dirigir profesionalmente; Jaime fue contratado por el equipo Academia Compensar de Bogotá, que por ese entonces jugaba en la Categoría Primera B. Con el equipo bogotano, tuvo una buena campaña, ya que llevó al equipo hasta los cuartos de final del campeonato. Al final del año, el equipo pasa a llamarse Llaneros Fútbol Club, y pasó a tener su sede en la ciudad de Villavicencio en el departamento del Meta. Además, los dueños del equipo decidieron no contratar a Jaime. Así pues, Rodríguez fue el último técnico del Academia. 

## Clubes

### Como jugador
| Club                   | Temporada | Liga | Liga  | Copa Libertadores | Copa Libertadores | Total | Total |
| Club                   | Temporada | PJ.  | Goles | PJ.               | Goles             | PJ.   | Goles |
| ---------------------- | --------- | ---- | ----- | ----------------- | ----------------- | ----- | ----- |
| Santa Fe · Colombia    | 1970-1973 | 149  | 1     | 5                 | 0                 | 154   | 1     |
| Millonarios · Colombia | 1974-1983 | 277  | 16    | 18                | 3                 | 295   | 19    |

### Como entrenador
| Club                              | País     | Año         |
| --------------------------------- | -------- | ----------- |
| Cúcuta Deportivo                  | Colombia | 1985        |
| Deportes Tolima                   | Colombia | 1988        |
| Independiente Medellín            | Colombia | 1989 - 1991 |
| Deportes Quindío                  | Colombia | 1993        |
| Selección Bogotá                  | Colombia | 1993 - 1999 |
| Millonarios                       | Colombia | 2000        |
| Deportes Quindío                  | Colombia | 2002        |
| Independiente Medellín* (Mánager) | Colombia | 2003 - 2004 |
| Deportes Quindío                  | Colombia | 2004        |
| Academia                          | Colombia | 2011 - 2012 |
| Millonarios (Mánager)             | Colombia | 2013        |

- En 2003 dirigió algunos partidos al DIM

## Palmarés

### Como jugador
| Título           | Club        | País     | Año  |
| ---------------- | ----------- | -------- | ---- |
| Primera División | Santa Fe    | Colombia | 1971 |
| Primera División | Millonarios | Colombia | 1978 |